# Skynet 5D
Skynet 5D ist ein militärischer Kommunikationssatellit des britischen Verteidigungsministeriums aus der Skynet-5-Reihe. Er ist der letzte der vier zu dieser Baureihe gehörenden Satelliten.
Er wurde am 19. Dezember 2012 mit einer Ariane-5-Trägerrakete vom Centre Spatial Guyanais in Kourou zusammen mit Mexsat Bicentenario in eine geostationäre Umlaufbahn gebracht.
Der dreiachsenstabilisierte Satellit ist mit X-Band-Transpondern und UHF-Kommunikationstechnik ausgerüstet und soll von der Position 53° Ost aus eine verschlüsselte und gegen Störungen gesicherte militärische Sprach- und Datenkommunikation erlauben. Durch eine Erhöhung der Treibstoffkapazität kann Skynet 5D häufiger Positionswechselmanöver durchführen. Er wurde auf Basis des Satellitenbus Eurostar E3000 von Astrium gebaut und besitzt eine geplante Lebensdauer von 15 Jahren.